# Silberne Maske

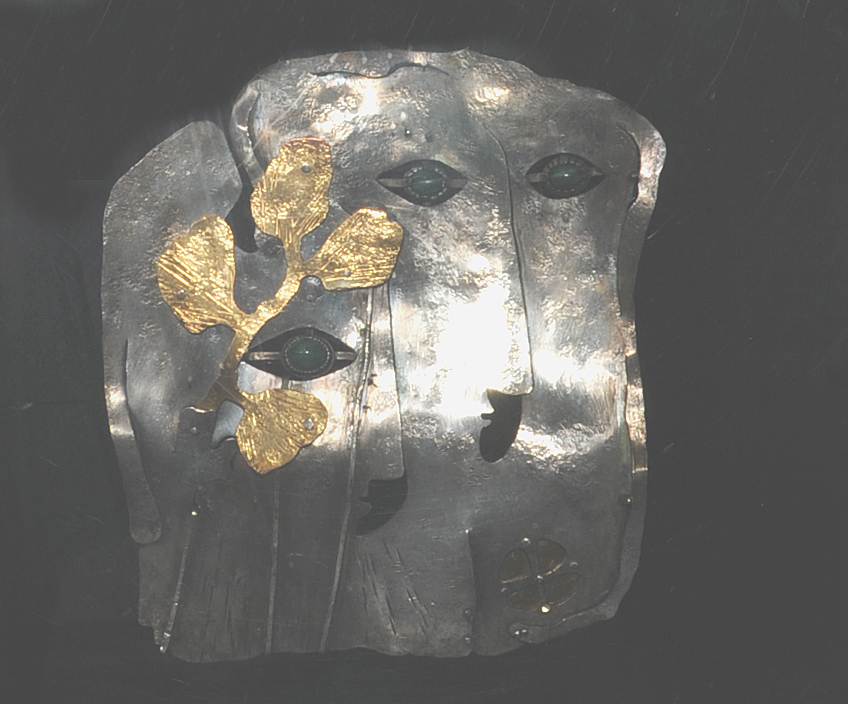
Die „silberne Maske“

Silberne Maske ist ein Kunstpreis, der seit März 1969 von der Hamburger Volksbühne vergeben wird. Geschaffen wurde die Silberne Maske von Herbert Zeitner.
Mit dem Ehrenpreis werden besondere künstlerische Leistungen der Bühnenkunst ausgezeichnet und die enge Verbundenheit ihrer Mitglieder mit den Hamburger Theatern zum Ausdruck gebracht. Bis zum Jahr 1973 wurde die Silberne Maske nach jeder Spielzeit zweimal verliehen und zwar:
- durch die Mitglieder nach freier Wahl, die dadurch die darstellerische Leistung einer Schauspielerin/Sängerin oder eines Schauspielers/Sängers würdigen. Die einmal gewählte Person kann innerhalb der nächsten fünf Jahre nicht wiedergewählt werden.

- durch eine Jury, die vor Beginn einer Spielzeit nach eigenem Ermessen die Kunstgattung oder den Personenkreis festlegt, an die bzw. an den der Ehrenpreis vergeben soll.

Ab der Spielzeit 1973/1974 wechselt die Vergabe von Mitglieder oder Jury jährlich.
Seit 1992 ruht die Vergabe der Silbernen Maske.

## Preisträger

### Verleihungen durch die Mitglieder
| Für besondere darstellerische Leistungen | Spielzeit |
| ---------------------------------------- | --------- |
| Ida Ehre                                 | 1969/70   |
| Friedrich Schütter                       | 1970/71   |
| Hans Fitze                               | 1971/72   |
| Boy Gobert                               | 1972/73   |
| Will Quadflieg                           | 1973/74   |
| Nicole Heesters                          | 1975/76   |
| Uwe Friedrichsen                         | 1977/78   |
| Manfred Steffen                          | 1979/80   |
| Heidi Kabel                              | 1981/82   |
| Werner Hinz                              | 1983/84   |
| Karl Paryla                              | 1985/86   |
| Gerda Gmelin                             | 1987/88   |
| Gamal Gouda                              | 1989/90   |

### Verleihungen durch die Jury
| Für herausragende Inszenierungen                                                                           | Spielzeit |
| --- | --------- |
| William Shakespeare / Friedrich Dürrenmatt: König Johann – Thalia Theater                                  | 1969/70   |
| Aristophanes: Lysistrata – Deutsches Schauspielhaus                                                        | 1970/71   |
| Storey: Home – Malersaal                                                                                   | 1971/72   |
| Arthur Miller: Alle meine Söhne – Altonaer Theater                                                         | 1972/73   |
| Gustav Mahler: 3. Sinfonie – Staatsoper Hamburg (John Neumeier)                                            | 1974/75   |
| Bernd Alois Zimmermann / Jakob Michael Reinhold Lenz: Die Soldaten – Staatsoper Hamburg                    | 1976/77   |
| Kasimier Kutz: Die denkwürdige Aufführung des Hamlet in Unterschlammdorf – Theater in der Kunsthalle (tik) | 1978/79   |
| Arnolt Bronnen: Vatermord – Theater im Zimmer                                                              | 1980/81   |
| Peter Shaffer: Amadeus – Thalia Theater                                                                    | 1982/83   |
| Georg Friedrich Händel: Balsazar – Staatsoper Hamburg                                                      | 1984/85   |
| Carl Zuckmayer: Der fröhliche Weinberg – Ernst Deutsch Theater                                             | 1986/87   |
| Hector Berlioz: Fausts Verdammnis – Staatsoper Hamburg                                                     | 1988/89   |
| Für Verdienste auf kulturellem und pädagogischem Gebiet: Theater für Kinder                                | 1990/91   |
| Ohnsorg-Theater                                                                                            | 1991/92   |